# Kuchnia anielska (obraz Bartolomé Estebana Murilla)
Kuchnia anielska (hiszp. La Cocina de los Ángeles) – powstały w 1 poł. XVII w. obraz autorstwa hiszpańskiego barokowego malarza Bartolomé Estebana Murilla.
Dzieło znajduje się w Luwrze.

## Historia
Obraz powstał na zamówienie sewillskich franciszkanów w 1645. Jest częścią cyklu 13 dzieł, które wisiały w mniejszym wirydarzu ich konwentu. Na obrazach tych przedstawione były cuda, akty miłosierdzia względem potrzebujących oraz mistyczne widzenia franciszkańskich świętych. Dzieło powstało w młodzieńczym okresie twórczości Murilla.

## Opis
Murillo, związany z hiszpańskim ruchem franciszkańskim, przedstawił jeden z cudów znanych w kręgu pobożnościowym Hiszpanii baroku. Brat zakonny przedstawiony w łunie żółtej poświaty to najprawdopodobniej Francisco Pérez z Alcalá de Guadaira. Zakonnik ten odpowiedzialny był w swoim klasztorze za przygotowanie posiłków i refektarza dla całej wspólnoty. Gdy pewnego dnia pogrążył się w głębokiej ekstazie, całą pracę wykonali za niego przysłani przez Boga aniołowie. Autor przedstawił po lewej stronie franciszkanina, najprawdopodobniej gwardiana klasztoru, oraz dwóch innych świadków, podglądających pracę brata laika. Naturalizm sceny kontrastuje z cudownością opowiedzianego epizodu.